# Дробишева Ніна Іванівна
Ніна Іванівна Дробишева (рос. Дро́бышева Ни́на Ива́новна; 21 липня 1939, Ленінград — 27 липня 2023, Москва) — радянська і російська актриса театру і кіно. Народна артистка РРФСР (1985).

## Біографія
Народилася 21 липня 1939 року в Ленінграді.
У 1961 році закінчила театральну студію при Ленінградському театрі юного глядача.
З 1958 року — актриса Ленінградського ТЮГу (поєднувала з навчанням).
З 1962 року працює в Театрі імені Моссовєта. На цій сцені відома, в тому числі роллю Едіт Піаф в однойменному спектаклі, поставленому Борисом Щедріним за п'єсою Віктора Легентова.
Тріумфальною роллю Ніни Дробишевої в кіно стала роль Саші Львової (єдина головна роль актриси в кіно) у фільмі Григорія Чухрая «Чисте небо» (1961).

### Особисте життя
- Перший чоловік — Віталій Анатолійович Коняєв (1937—2023), радянський і російський актор театру і кіно, Народний артист Російської Федерації. Познайомилися в 1960 році на зйомках фільму «Чисте небо». Після закінчення зйомок одружилися, а дружина переїхала до чоловіка в московський гуртожиток. Шлюб тривав дев'ять років. Після розлучення колишнє подружжя залишилися друзями[2][5].
  - Дочка — Олена Віталіївна Дробишева (нар.. 3 грудня 1964), російська актриса театру і кіно, телеведуча.
    - Онук — Пилип Олександрович Дробишев (нар.. 1990), живе, навчається і працює у Франції, володіє кількома іноземними мовами, включаючи японську[7][8].
- Другий чоловік — В'ячеслав Михайлович Бутенко (нар.. 6 серпня 1942), радянський і російський актор театру і кіно, Заслужений артист Російської Федерації. Познайомилися в Театрі імені Моссовєта, де обидва працювали і продовжують працювати по теперішній час. Розведені, підтримують дружні відносини.
  - Дочка — Христина В'ячеславівна Бутенко.

## Творчість

### Ролі в театрі

#### Театр імені Моссовета
- «В дорозі» — Сіма
- «Цезар і Клеопатра» — Клеопатра
- «На дикому бреге» — «Мура Правобережна»
- «Витівник» — Тамара
- «Театр Гарсіа Лорки» — башмачниця
- «Оплески» — Наташа
- «Бунт жінок» — дама в рожевому
- «Очима клоуна» — Генрієтта
- «Моє серце з тобою» — Полінька
- «Едіт Піаф» — Едіт Піаф
- «Вони билися за Батьківщину» — Зоя
- «Ліліом» — Юлія
- «Золото, золото — серце народне!» — «Трійка»
- «Співаючі піски» — актриса, яка грає Марютку
- «Трамвай іде до парку» — молода кондукторка
- «Турбаза» — Саша Душечкіна
- «Серце Луїджі» — Ізабель
- «Вечірнє світло» — Інна Сергіївна
- «П'ять кутів» — Ляля
- «Похорон в Каліфорнії» — вдова
- «Прем'єра» — Неллі
- «Мати Ісуса» — Марія
- «Синє небо, а в ньому хмари» — Сонечка
- «Чайка» — Ірина Миколаївна Аркадіна
- «Жовтий ангел» — Вона
- «Він прийшов» — Сібіл Берлінг
- «Фатальне кохання» —
- «Кейкуок» — Лілліан Геллман
- «Дама! Дама! Ще дама!..» — потішний Степан
- «Довга подорож у ніч» — Мері Кеван Тайрон
- «Морське подорож 1933 року» — фрау Шмітт
- «Не все коту масляна» — Феона
- «Р. Р. Р.» за романом «Злочин і кара» Федора Достоєвського — Катерина Іванівна

### Фільмографія
- 1955 — Два капітани — Саша, сестра Сани
- 1956 — Дорога правди — Катя
- 1957 — Безсмертна пісня — Марія
- 1957 — На переломі — Світлана
- 1957 — Вулиця сповнена несподіванок — епізод
- 1958 — Батьки і діти — Дуняша, няня
- 1959 — Так вони стали чужими (короткометражний)
- 1961 — Найперші — Наташа
- 1961 — Чисте небо — Саша Львова (головна роль)
- 1963 — Російський ліс — Поля Віхрова
- 1966 — Розповіді Віри Кетлінської (фільм-спектакль)
- 1966 — Два оповідання | Будинок у степу (фільм-спектакль)
- 1967 — Авіньйонські коханці (фільм-спектакль) — Жюльєтта
- 1967 — Вілла під Віднем (фільм-спектакль)
- 1967 — Про дива людські — Лялька
- 1968 — Ма-аленька! (фільм-спектакль) — заслана революціонерка
- 1969 — Волзька слава (фільм-спектакль)
- 1969 — Смішний випадок (фільм-спектакль)
- 1971 — Приборкання приборкувача — Марія
- 1976 — Вечірнє світло (фільм-спектакль) — Інна Сергіївна, балерина на пенсії
- 1983 — Будні виконроба Зоріна (короткометражний)
- 1983 — Едіт Піаф (фільм-спектакль) — Едіт Піаф
- 1986 — Тривалий іспит — Ніна Миколаївна
- 1986 — Алло, Ви помилилися номером (фільм-спектакль) — Леона Стівенсон
- 1988 — У зв'язку з переходом на іншу роботу — Аглая
- 1989 — П'ять кутів — балерина Ляля
- 1990 — Ворог народу — Бухарін — Марія Іллівна Ульянова
- 1991 — Нічліг. П'ятниця (короткометражний)
- 1993 — Роль — партнерка
- 1994 — Добрі послуги (короткометражний)
- 2003 — Фатальна любов (телеспектакль) — головна роль
- 2007 — Будинок на Англійській набережній — Ліза
- 2007 — Горе від розуму — Горе розуму (фільм-спектакль) — стара Хльостова, своячка Фамусова
- 2014 — Р. Р. Р. (фільм-спектакль) — Катерина Іванівна, дружина Мармеладова
- 2019 — Француз — Ольга Кирилівна Обрєзкова
- 2020 — Вовк (т/с)  — Іскра

## Державні нагороди та звання
- 1973 — почесне звання «Заслужена артистка РРФСР» (28.04.1973).
- 1985 — почесне звання «Народна артистка РРФСР» (26.11.1985).
- 2010 — Орден Пошани — за заслуги в розвитку вітчизняної культури і мистецтва, багаторічну плідну діяльність[9].